# Kostel Nanebevzetí Panny Marie (Havlíčkův Brod)
Kostel Nanebevzetí Panny Marie v Havlíčkově Brodě pochází z poslední čtvrtiny 13. století. Tento původně raně gotický chrám však byl v průběhu staletí několikrát přestavěn. V mohutné gotické věži s vyhlídkovým ochozem se nachází jeden z nejstarších českých zvonů: zvon Vilém z počátku 14. století.
Kostel je chráněn jako kulturní památka.

## Historie
Kostel byl postaven v raně gotickém slohu v závěru 13. století. Kolem roku 1380 byla vystavěna věž a jižní část kostela, a do počátku 15. století byl údajně celý kostel zaklenut. Roku 1422 jej vypálili husité. V roce 1570 byla věž zvýšena o jedno patro. V letech 1633-37 byl přestavěn, barokní kopuli získal v roce 1707.
Za nejstarší částí kostela se pokládá čtvercová severní předsíň a navazující mohutné zdivo severní strany kostela. Předsíň však byla vystavěna za použití materiálu ze staré stavby. Kostel má neobvyklou dispozici nedokončeného trojlodí s neodděleným závěrem ze 14. století. V té době vznikly i jižní a západní portál kostela. Zda se jednalo o stejnolodí bez presbytáře, anebo presbytář nebyl do husitských válek dostavěn, není jasné. Ve východní stěně kostela je druhotně zazděn gotický náhrobník s křížem. Pravděpodobně na konci 15. století vznikla tenká severní stěna kostela, v 16. století dvouramenná renesanční kruchta. Raně barokní oltář s obrazem Anděla Strážce pochází z roku 1661. Kupole kostela je vyzdobena freskami J. J. Stevense ze Steinfelsu.